# Torresův průliv

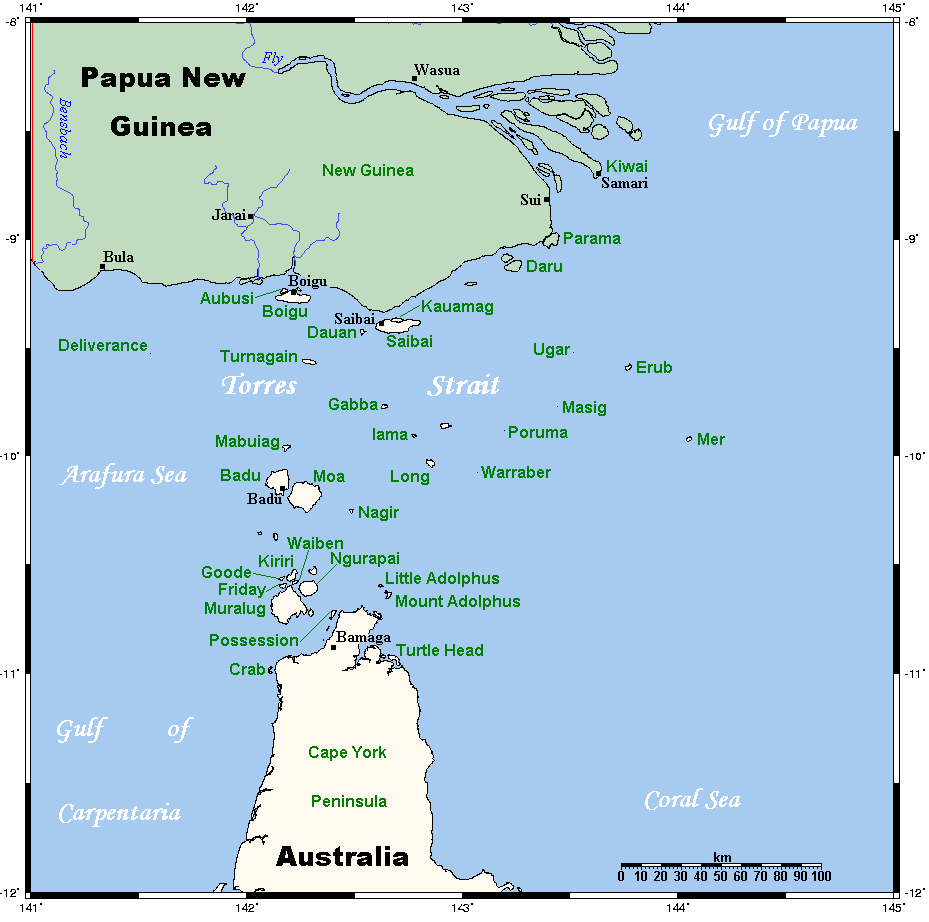
Mapa Torresova průlivu

Torresův průliv je mořský průliv široký asi 150 km oddělující Austrálii od Nové Guineje a spojující Korálové s Arafurským mořem. Průliv je pojmenován po mořeplavci Torresovi, který průliv objevil v roce 1606.